# Blue Cat Blues
Blue Cat Blues é a 103ª curta-metragem de cinema da série Tom e Jerry, produzido e realizado em 1956 por William Hanna e Joseph Barbera.

## Sinopse
O episódio começa com Tom sentado num trilho de trem, à espera da morte. Jerry considera que é melhor assim e recorda-se da razão de depressão de Tom, recorda-se que antes de conhecer a garota, estava juntos e amigos a beber os dois uma limonada. Quando a conheceu começou bem e com bom relacionamento, até o deixar quando conhece o rival de Tom, o Butch, um gato mais bonito que vive com mais dinheiro e vaidade, e a garota acaba por o escolher e deixar Tom para trás. Tom, não desistiu e fez de tudo para a reconquistar, comprou um perfume, um anel de diamante e até se vendeu à escravatura durante 20 anos para comprar um carro, só para a surpreender, mas nada resultou, devastado, começa a beber leite (semelhante a beber alcool) e enfia-se numa sarjeta, onde Jerry o salva e lhe tira a água da boca, de seguida, o carro de Butch passa com a sua mulher e no lado de trás do carro tem um cartão a dizer "Just Married" (Recém Casados).
Por essa razão de quebra de coração, Tom, fica à espera da morte, Jerry diz o quanto o sortudo é por ter uma namorada que o ama verdadeiramente, porém, Jerry também sofreu o mesmo azar de Tom, a sua namorada trai-o com outro e passam com o carro a dizer no lado de trás "Just Married" (Recém Casados). Jerry também se junta a Tom nos trilhos de trem, antes do episódio terminar ouve-se o apito do comboio que significa que se está a aproximar... Se o suicídio ocorre mesmo, fica a critério do telespectador.
Nota: Por teoria, muitos dizem ser o último episódio de Tom e Jerry.

### Facto teórico
Um outro facto não confirmável, mas interessante nessa teoria, é que no seguinte episódio (Barbecue Brawl), o painel de abertura é outro. Isso deixa-nos a pensar na hipótese de inversão dos episódios, que o episódio Tot Watchers (último episódio, oficial da série), seja na verdade, antes do episódio The Flying Sorceress (primeiro episódio com o painel de fundo verde) e que depois, até ao fim, seja Blue Cat Blues (último episódio com o painel de fundo verde). Mas é apenas uma hipótese, não existem comunicados oficiais dessa verdade. 
Outros factos afirmam que o episódio foi apenas uma chamada de atenção aos homens, em relação às mulheres que apenas gostam do dinheiro sujo e da riqueza deles, já que Tom and Jerry, era visto também por adultos, quando as curtas passavam nos cinemas.
As razões do porquê deste episódio são incertas. Há quem diga que seria pelo William Hanna e o Joseph Barbera terem perdido a produção da série em 1956, mas de a terem conseguido recuperar com o sucesso da curta nas bilheteiras. Outros dizem que o episódio foi produzido, mas que a dupla pensou que o público iria acreditar que apenas os personagens iam-se machucar (como em todos os episódios), mas que não morreriam. 

## Controvérsia e proibição na Cartoon Network
O episódio foi banido da televisão, devido ao clima mais pesado que o normal, mas principalmente, pela parte final onde os protagonistas cometem um suicidio.  
Quando alguma emissora exibia a série (era mais comum, o Cartoon Network e no Boomerang, o episódio passava normalmente. Entertanto, ainda nos anos 2000, a equipe do canal reparou que o episódio terminava com um barulho de trem e os protagonistas sentados na linha do trem, e isso fez acreditar a equipe que os personagens estavam cometendo um suicídio. Como resultado dessa suspeita, o episódio acabou por ser retirado do ar em todos os países.     

## Home Media
Existem alguns países que comercializam VHS e DVD com o episódio. Exemplarmente, foi feita uma coleção de DVD e VHS de todos os episódios de Tom & Jerry nos Estados Unidos e que passaram, não só no Brasil, como também em alguns países da Europa (Portugal e Húngria) e a coleção 8 tem o episódio e a cena final onde esperam a morte...

## Títulos de episódios
Em Portugal (apenas em DVD), o episódio chama-se "Perdidos de Amor". Em televisão é (ou era) apresentado com o título original e com o idioma original (inglês).  
No Brasil no (SBT) o episódio chama-se "Gato desiludido"(dublado na  BKS)

E a redublagem do (Cartoon Network e dos DVD's) o episódio chama-se "Dor de Cotovelo"(dublado em Miami).